# Fabricio Domínguez Huertas
Fabricio Domínguez Huertas (24 de junio de 1998; Montevideo, Uruguay) es un futbolista uruguayo. Se desempeña como  Lateral Derecho en el Club Cerro Porteño, de la  Primera División de Paraguay.

## Trayectoria

### Inicios
Fue promovido de la reserva a la primera de Racing Club por Eduardo Coudet en 2018. No llegó a debutar pero sí ocupó el banco de suplentes en una ocasión.

### Club Atlético Tigre
En la temporada 2019-20 fue cedido a préstamo al Club Atlético Tigre, que dirigía por entonces Néstor Gorosito, para disputar el Campeonato de Primera Nacional y la Copa Libertadores 2020 con el conjunto de Victoria. Jugó 12 partidos contando Torneo y Copa, sin marcar goles.

### Racing Club
Durante el segundo semestre de 2020 volvió de su préstamo de la mano del entrenador de Racing Club Sebastián Beccacece, quien lo incluyó en la lista de buena fe de la Copa Libertadores 2020. Debutó en el equipo contra Atlético Tucumán en la Copa Diego Armando Maradona, malogrando un penal en la derrota de su equipo por 2 a 0. En los octavos de final de la Copa Libertadores, asistió a Héctor Fértoli para poner a Racing en ventaja en el partido de ida contra Flamengo, y en la vuelta marcó el penal definitivo para clasificar a la Academia a cuartos de final. En un partido por la Zona Complementación de la Copa Maradona asistió a Lorenzo Melgarejo para el 2-1 transitorio ante Central Córdoba, y en la última fecha de dicha fase asistió a Fértoli para el 2-1 transitorio en la victoria final 3-1 de Racing ante Newell's.
Su primer gol en primera división llegó el domingo 15 de agosto, un minuto después de haber ingresado en el campo de juego, en la victoria de Racing por 2-0 ante Newell's por la sexta fecha de la Liga Profesional 2021.

## Estadísticas

### Clubes
Actualizado hasta su último partido disputado el 29 de marzo de 2025.
| Club                         | Div.          | Temporada     | Liga  | Liga  | Liga   | Copas nacionales | Copas nacionales | Copas nacionales | Copas internacionales | Copas internacionales | Copas internacionales | Total | Total | Total  |
| Club                         | Div.          | Temporada     | Part. | Goles | Asist. | Part.            | Goles            | Asist.           | Part.                 | Goles                 | Asist.                | Part. | Goles | Asist. |
| ---------------------------- | ------------- | ------------- | ----- | ----- | ------ | ---------------- | ---------------- | ---------------- | --------------------- | --------------------- | --------------------- | ----- | ----- | ------ |
| C. A. Tigre Argentina        | 2.ª           | 2019-20       | 10    | 0     | 0      | —                | —                | —                | 2                     | 0                     | 0                     | 12    | 0     | 0      |
| C. A. Tigre Argentina        | Total club    | Total club    | 10    | 0     | 0      | 0                | 0                | 0                | 2                     | 0                     | 0                     | 12    | 0     | 0      |
| Racing Club Argentina        | 1.ª           | 2020          | —     | —     | —      | 5                | 0                | 2                | 4                     | 0                     | 1                     | 9     | 0     | 3      |
| Racing Club Argentina        | 1.ª           | 2021          | 16    | 1     | 0      | 13               | 0                | 1                | 5                     | 0                     | 0                     | 34    | 1     | 1      |
| Racing Club Argentina        | 1.ª           | 2022          | 5     | 1     | 0      | 15               | 0                | 1                | 5                     | 0                     | 1                     | 25    | 1     | 2      |
| Racing Club Argentina        | Total club    | Total club    | 21    | 2     | 0      | 33               | 0                | 4                | 14                    | 0                     | 2                     | 68    | 2     | 6      |
| Defensa y Justicia Argentina | 1.ª           | 2022          | 13    | 1     | 0      | —                | —                | —                | —                     | —                     | —                     | 13    | 1     | 0      |
| Defensa y Justicia Argentina | Total club    | Total club    | 13    | 1     | 0      | 0                | 0                | 0                | 0                     | 0                     | 0                     | 13    | 1     | 0      |
| Argentinos Juniors Argentina | 1.ª           | 2023          | 19    | 0     | 2      | 5                | 0                | 0                | 5                     | 0                     | 1                     | 29    | 0     | 3      |
| Argentinos Juniors Argentina | Total club    | Total club    | 19    | 0     | 2      | 5                | 0                | 0                | 5                     | 0                     | 1                     | 29    | 0     | 3      |
| Sport Recife · Brasil        | 2.ª           | 2024          | 33    | 10    | 2      | 20               | 0                | 2                | —                     | —                     | —                     | 53    | 10    | 4      |
| Sport Recife · Brasil        | 1.ª           | 2025          | 1     | 0     | 0      | 16               | 2                | 1                | —                     | —                     | —                     | 17    | 2     | 1      |
| Sport Recife · Brasil        | Total club    | Total club    | 34    | 10    | 2      | 36               | 2                | 3                | 0                     | 0                     | 0                     | 70    | 12    | 5      |
| Total carrera                | Total carrera | Total carrera | 97    | 13    | 4      | 74               | 2                | 7                | 21                    | 0                     | 3                     | 192   | 15    | 14     |
| 1. 2.                        |               |               |       |       |        |                  |                  |                  |                       |                       |                       |       |       |        |

## Palmarés

### Campeonatos regionales
| Título                  | Equipo       | Estado     | Año  |
| ----------------------- | ------------ | ---------- | ---- |
| Campeonato Pernambucano | Sport Recife | Pernambuco | 2024 |
| Campeonato Pernambucano | Sport Recife | Pernambuco | 2025 |